# عساف (اسم)
عَسّاف اسم علم مذكر عربي، وهو صفة مبالغة من اسم الفاعل عاسف. والمعنى: الظالم، الجائر. من العسف وهو السير في الطريق على غير هدى، العدول عن الطريق السوِيّ. ثم تحوّل المعنى مجازاً إلى الظلم، فالعساف: الشديد الظلم. الكثير الجور، وايضا كثير القهر لأعدائه.

## شخصيات يحملون الاسم
- عساف بن سالم أبو ثنين
- عساف الحسين
- عساف أبو رحال
- عساف القرني
- عساف ياجوري
- عساف الكفوري
- عساف حانوكا
- عساف خليفة
- عساف تسور
- عساف أفيدان